# 5.º distrito congresional de Kentucky
El 5.º distrito congresional es un distrito congresional que elige a un Representante para la Cámara de Representantes de los Estados Unidos por el estado de Kentucky. Tiene una población estimada, a mediados de 2022, de 739 149 habitantes.
Actualmente el distrito está representado por el republicano Hal Rogers.

## Demografía
| Raza                   | Núm.    | Porc.  |
| ---------------------- | ------- | ------ |
| Blancos                | 694 971 | 94.02% |
| Afroamericanos         | 11 178  | 1.51%  |
| Amerindios             | 1322    | 0.18%  |
| Asiáticos              | 1766    | 0.24%  |
| Isleños del Pacífico   | 42      | 0.01%  |
| De otras razas         | 3440    | 0.47%  |
| De una mezcla de razas | 26 430  | 3.58%  |

Del total de la población, el 1.44% son hispanos o latinos de cualquier raza.